# Luise Brandt
Luise Brandt (* 28. Dezember 1985) ist eine deutsche Volleyball- und Beachvolleyballspielerin.

## Karriere Hallen-Volleyball
Luise Brandt spielte in ihrer Jugend Volleyball beim TSG Kraftwerk Boxberg/Weißwasser und später beim VC Olympia Dresden. 2004 wechselte sie zum Bundesligisten USC Braunschweig und ein Jahr später zum Zweitligisten SWE Volleys Erfurt. Von 2006 bis 2012 war sie mit den Fighting Kangaroos Chemnitz in der ersten und zweiten Bundesliga aktiv. Nach einer Babypause spielte Brandt von 2013 bis 2020 beim Drittligisten Dresdner SSV.

## Karriere Beachvolleyball
Seit 2001 war Brandt auch im Beachvolleyball aktiv. Auf deutschen Jugendmeisterschaften landete sie mehrmals auf dem Siegertreppchen: 2001 mit Anne Richter Platz drei B-Jugend in Wittenberge, 2002 mit Kristin Stöckmann deutsche Vizemeisterin B-Jugend in Schwarzenbek, 2003 mit Anne Richter Platz drei A-Jugend in Kiel-Schilksee und 2004 mit Kristin Stöckmann deutsche Meisterin A-Jugend in Kiel-Schilksee. 2004 belegte Brandt mit Maria Wendisch den dritten Platz beim Renault Beach Cup auf Wangerooge und gewann die sächsische Landesmeisterschaft. 2006 erreichte sie mit Maria Kleefisch fünfte Plätze bei den Smart Beach Cups in Essen und in München und nahm an der deutschen Meisterschaft in Timmendorfer Strand teil. Mit Kristin Stöckmann qualifizierte sie sich 2007 erneut für die deutsche Meisterschaft.